# 오리게네스

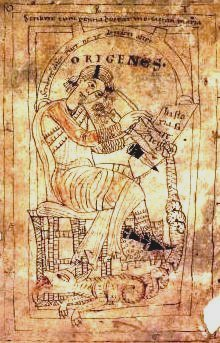

오리게네스(Ὀριγενες, 185년 경 - 253년 경) 또는 오리겐(Origen)은 알렉산드리아학파를 대표하는 기독교의 교부이다. 매우 독창적인 신학 체계를 세웠기 때문에 이단과 논쟁하였고 교회와도 마찰을 일으켰다. 그는 금욕주의에 따라 스스로 고환을 자른 것으로 유명하다.

## 생애
로마제국 치하 이집트 알렉산드리아에서 185년 경 그리스도교 가정에서 태어나 10대 후반 세베루스 황제의 박해 때 수사학자인 아버지 레오니데스가 순교하였다. 레오니데스 재산이 몰수당하자 오리게니스와 그의 가족들은 가난에 시달렸다. 그는 가족 생계를 유지하기 위해 헬라어 문학과 철학을 가르쳤다. 그는 18살 나이에 문답교사가 되었다. 학업을 계속해 알렉산드리아에서 신도들을 가르치고, 알렉산드리아의 클레멘스가 세상을 떠나자 문법학교를 다시 세웠다. 다양한 여행과 신학적 주제의 저술을 폈고, 40대 즈음에 성직자로 활동하였다. 스스로 거세한 게 문제되어 알렉산드리아 주교는 그에 대한 성직 서품/안수를 거부하였다. 이로 말미암아 오리게네스는 예루살렘 교회의 팔레스타인 가이사랴 주교에게 서품/안수를 받게 되어 후에 교회 정치적, 신학적 정체성에 대한 질타를 얻게 된다. 가이사랴에서 일로 말미암아 그의 적들은 알렉산드리아 교회에서 그를 추방했다. 이후 데키우스의 박해로 심한 고초를 당했고 254년 경에서 255년 사이 두로에서 세상을 떠났다. 그는 서신과 연구를 통해 초기 그리스도교와 고대 사상의 조화를 이룬 신학적 바탕을 이룬다.

## 신학
오리게네스는 오늘날의 성경신학, 조직신학, 변증적 그리스도교 사상가로 볼 수 있다. 그는 먼저 성경해석자로서 성경에 대한 문자적 의미의 불충분성을 지적하였다. 그의 성경해석은 문자적, 영적인 해석을 주로 다루고 있다. 오리게네스의 조직신학적 사상은 그의 저서인 《원리에 대하여(de principiis)》를 살펴보면 그의 신학은 교리화를 목적으로 하기보다는 오리게네스가 살았던 당시의 이단들 즉, 마르시온주의자들과 가현설주의자들에 대항하여 창조주 하느님의 자비와 예수 그리스도의 인성과 신성을 증언한다. 그런데 그의 이론 중 '만물의 복귀'라는 개념은 자비하신 하느님께서 사람뿐만 아니라 사탄과 마귀까지 구원할 것이라는 입장이어서 교회사에서 문제가 되고 있다. 끝으로 그의 저서 《켈수스를 논박함(Contra Celsum)》에서 그의 변증적 그리스도교 사상을 살펴보면, 그는 그의 저작에서 하느님의 계시에 대해 구체적으로 성경의 해석에 큰 비중을 두고 있음을 알 수 있다.

## 해석학
오리게네스는 그리스 문학과 철학, 원어에 대한 학문적인 관찰로써 성경 해석을 시도함으로써 그리스도교의 첫 성경 학자가 되었다. 그의 성경 해석 방법에는 신플라톤주의를 통한 필론의 알레고리 방법이 많이 사용되었다. 오리게네스는 그의 책 De Principiis IV.2.4에서 LXX의 잠언 22,20.21의 본문을 자기의 해석 원리로 채택하여 성경을 세 가지 방법(tripliciter, LXX)으로 해석할 것을 말하고 있다. 이 세가지 방법이란 테살로니카 전서 5장 23절에 있는 인간의 세 가지 요소인 영과 혼과 몸을 각각 세 의미로 보는데, 몸은 문자적 의미를, 혼은 도덕적 의미를, 영은 알레고리적인 의미를 가리킨다는 것이다. 비록 오리게네스는 문자적 의미를 무시하지 않았지만 영적 의미와 문자적 의미를 균형있게 해석하지는 못했다. 오리게네스의 3 중적 의미의 성경 해석 방법은 알레고리 성경 해석 방식인 4중적 의미의 해석 방법으로 변형되었고 아우구스티누스와 중세 해석자들에 의해 절대적으로 사용되었다.

## 읽어보기

### 저서
| 오리게네스의 저작 분류 |                      | |
| N                      | 분류 범주            | 저서들 |
| 1                      | 주제연구서           | 켈수스를 논박함 (Contra Celsum,=CC.) |
| 1                      | 주제연구서           | 원리론( Peri Archon= PA.) |
| 1                      | 주제연구서           | 기도에 대하여 (Peri Euches=PE.) |
| 1                      | 주제연구서           | 순교에 대한 권면 (Exhortation to Martyrdom=Mart.) |
| 1                      | 주제연구서           | 부활에 대하여(On the Resurrection=Resurr.) |
| 1                      | 주제연구서           | 유월절에 관하여( Peri Pascha=PP.) |
| 1                      | 주제연구서           | 헤라클리데스와의 대화(Dialogue with Heraclides=DH.) |
| 1                      | 주제연구서           | 본성에 관하여(De Naturis)(단편) |
| 2                      | 성서                 | 주해서(Commentary=Co.) |
| 3                      | 성서                 | 설교문 혹 강론서(Homily=h.) |
| 4                      | 성서                 | 구절 설명서 (Scholion=schol.) |
| 5                      | 성서                 | 단편 (Fragment=frag.) |
| 6                      | 구약성서 번역본 대조 | 육중역본(Hexapla) |
| 7                      | 편지글               | 비방자들(예루살렘의 알렉산더)에게 보낸 편지(frag.) 피르밀이아누스에게 보낸 편지(frag.) 고바루스에게 보낸 편지(frag.) 그레고리우스 타우마투르고스(기적가)와의 편지 로마의 파비아누스에게 보낸 편지 율리우스 아프리카누스에게 보낸 편지 알렉산드리아의 친구들에게 보낸 편지 |
| 8                      | 기타                 | 필로칼리아(Philocalia) |

## 같이 보기
- 알렉산드리아의 레오니데스
- 알레고리 성경해석
- 4중적 의미의 해석